# 四谷经
《四谷经》（波斯語：‎ Chahár Vádí）是巴哈伊信仰的创立者巴哈欧拉所著之波斯语书籍。此外，《七谷经》（波斯語：‎ Haft-Vádí）也为巴哈欧拉所作，并常常以《七谷经与四谷经》的书名合并出版，但实际上两书并无直接联系。

## 四谷经
《四谷经》创作于于1857年的巴格达，巴哈欧拉在库尔德斯坦山区与多位苏菲派、谢赫派人士研习两年并返回后，创作了此书。《四谷经》是写给伊拉克库尔德斯坦地区基尔库克的博学之士谢赫 · 阿卜杜勒-拉赫曼的，谢赫·阿卜杜勒-拉赫曼是苏菲派卡迪里耶教团“荣耀且无可争议”的领袖。虽然他从来没有被认为是巴哈伊，但是他的追随者均认同他对巴哈欧拉存在高度尊敬与敬佩。
在此书中，巴哈欧拉阐述了发现那不可见者的四种方法、人心的四个层级、以及寻求所倾慕者--那配受赞美者、吸引者、受爱戴者--的四种神秘行者。
他们大致为
- 那些对宗教律法严格遵守的旅行者。
- 那些对运用逻辑与理性的旅行者。
- 那些对上帝保有最纯粹的爱的旅行者。
- 那些同时拥有服从、理性与灵感的旅行着

上述最后一类旅行者，被认为是神秘行者的最高等级及最真实的形态。

### 词汇
此书作为诗歌形式的著作，在翻译的上存在着一定的难度。因为其中引用了苏菲派的概念，而这些概念可能对其他文化背景来说是陌生的。书中，有些名称保留了其本身的阿拉伯语形式。例如，本书中的Maqsúd用来指代麥加圣地的克爾白，并同时作为其形容词存在，即“意向的天房”。但从上下文中可以看出这明显不是在说一个现实存在的地方，而是通往上帝的道路上的一站。

### 内容
该书简似乎包含许多主题，例如对过去的经文、宗教观点与学说的解释。涉及的主题包括：神秘著作、知识、神圣哲学、被造物的神秘、医学与炼金术等。
在整本书中，巴哈欧拉都劝诫人们接受教育，拥有高尚的品格与神圣的美德。

## 引用
- Ayman, Iraj; Afnani, Muin. .   [2009-03-28]. （原始内容存档于2011-10-18）.
- Baháʼu'lláh. . Wilmette, Illinois, USA: Baháʼí Publishing Trust. 1991 [1856-63]  [2009-03-28]. ISBN 0-87743-227-9. （原始内容存档于2009-03-24）.
- Balyuzi, Hasan. . Oxford, UK: George Ronald. 2000. ISBN 0-85398-328-3.
- Effendi, Shoghi. . Wilmette, Illinois, USA: Baháʼí Publishing Trust. 1944  [2009-03-28]. ISBN 0-87743-020-9. （原始内容存档于2008-05-12）.
- Hatcher, J.S. . Wilmette, Illinois, USA: Baháʼí Publishing Trust. 1997. ISBN 0-87743-259-7.
- Smith, Peter. . Cambridge: Cambridge University Press. 2008. ISBN 978-0-521-86251-6.
- Taherzadeh, A., , Oxford, UK: George Ronald, 1976  [2020-07-01], ISBN 0-85398-270-8, （原始内容存档于2018-09-12）

## 延伸阅读
- Saiedi, Nader. . . USA: University Press of Maryland and Association for Baha'i Studies. 2000: 79–110. ISBN 1883053609. OL 8685020M.
- Savi, Julio (1994). Will, Knowledge, and Love as Explained in Baha'u'llah's Four Valleys（页面存档备份，存于）.
- Savi, Julio. . Oxford, UK: George Ronald. 2008  [2020-07-01]. ISBN 978-0-85398-522-8. （原始内容存档于2020-07-03）.